# Tour d'Espagne 2016
Le Tour d’Espagne 2016 est la 71e édition de l’épreuve. Le départ est donné à Orense le 20 août 2016 et l’arrivée a lieu le 11 septembre 2016 à Madrid. Il est remporté par le Colombien Nairo Quintana, avec une avance de 1 minute 23 secondes sur le Britannique Christopher Froome.

## Présentation

### Équipes
En tant qu'épreuve World Tour, les dix-huit WorldTeams participent à la course.
L'organisateur a communiqué la liste des quatre équipes invitées le 3 mai 2016. Vingt-deux équipes participent à ce Tour d'Espagne — dix-huit WorldTeams et quatre équipes continentales professionnelles :
| WorldTeams (18)- AG2R La Mondiale - Astana - BMC Racing Team - Cannondale-Drapac - Dimension Data - Etixx-Quick Step - FDJ - Giant-Alpecin - IAM Cycling - Katusha - Lampre-Merida - Lotto-Soudal - Lotto NL-Jumbo - Movistar Team - Orica-BikeExchange - Sky - Tinkoff - Trek-Segafredo Équipes continentales professionnelles (4)- Bora-Argon 18 - Cofidis, Solutions Crédits - Direct Énergie - Caja Rural-Seguros RGA |
| |

### Favoris

#### Favoris pour le classement général
Trois coureurs sont considérés comme les favoris de cette édition : Chris Froome (Sky), récent vainqueur de son troisième Tour de France, Alberto Contador (Tinkoff) et Nairo Quintana (Movistar).
Les coureurs montés sur le podium en 2015, Fabio Aru, Joaquim Rodríguez et Rafał Majka, sont absents de cette édition. D'autres coureurs font figure d'outsiders : Esteban Chaves (ORICA-BikeExchange), Steven Kruijswijk (Lotto NL-Jumbo), Miguel Angel Lopez (Astana), Louis Meintjes (Lampre-Merida), Warren Barguil (Giant-Alpecin), Tejay van Garderen (BMC), Alejandro Valverde (Movistar). Ce dernier peut devenir le troisième coureur à terminer parmi les dix premiers des trois grands tours au cours d'une même année, après Raphaël Géminiani et Gastone Nencini.

#### Sprinteurs
Jugée peu favorable aux sprinteurs avec ses dix arrivées en côte, cette Vuelta n'attire pas les meilleurs spécialistes du sprint. Niccolò Bonifazio (Trek-Segafredo), Nikias Arndt (Giant-Alpecin) et Kristian Sbaragli (Dimension Data) sont désignés favoris en cas d'arrivée groupée. Tosh Van der Sande (Lotto Soudal), Gianni Meersman (Etixx-Quick-Step), Jonas Van Genechten (IAM), Jean-Pierre Drucker (BMC), Magnus Cort Nielsen (Orica-BikeExchagne) sont parmi leurs principaux concurrents,.

### Règlement de la course

#### Règlement du classement général
Le classement général, dont le leader porte le maillot rouge, s'établit en additionnant les temps réalisés à chaque étape, puis en ôtant d'éventuelles bonifications (10, 6 et 4 s à l'arrivée des étapes en ligne et 3, 2 et 1 s à chaque sprint intermédiaire). En cas d'égalité, les critères de départage, dans l'ordre, sont : centièmes de seconde enregistrés lors des contre-la-montre, addition des places obtenues lors de chaque étape, place obtenue lors de la dernière étape.

#### Règlement du classement par points
À l'issue de chaque étape le leader du classement par points dont le leader porte le maillot vert, est l'addition des points attribués à l'arrivée des étapes (25, 20, 16, 14, 12 et 10 points puis en ôtant 1 pt par place perdue jusqu'au 15e, qui reçoit donc 1 pt) et aux sprints intermédiaires (4, 2 et 1 points). Il est à signaler qu'il n'y a qu'un seul sprint intermédiaire par étape en ligne.
En cas d'égalité de points, les critères de départage, dans l'ordre, sont : nombre de victoires d'étape, de sprints intermédiaires, classement général. Pour être déclaré vainqueur du classement par points, le coureur se doit de terminer le Tour d'Espagne.

#### Règlement du classement de la montagne
Le classement de la montagne, dont le leader porte le maillot blanc à pois bleu est établi en fonction du barème suivant, identique à 2015:
- Cima Alberto Fernandez : 20, 15, 10, 6, 4 et 2 points aux 6 premiers coureurs classés
- Côte hors-catégorie : 15, 10, 6, 4 et 2 points aux 5 premiers coureurs classés
- Côte de 1re catégorie : 10, 6, 4, 2 et 1 point aux 5 premiers coureurs classés
- Côte de 2e catégorie : 5, 3 et 1 point aux 3 premiers coureurs classés
- Côte de 3e catégorie : 3, 2 et 1 point aux 3 premiers coureurs classés

En cas d'égalité de points, les critères de départage, dans l'ordre, sont : nombre de premières places dans la Cima Alberto Fernadez, les ascensions Hors-catégorie, de 1re, de 2e, puis de 3e catégorie, classement général.

#### Règlement du classement du combiné
Le classement du combiné, dont le leader porte le maillot blanc, est la somme des places de chaque coureur dans le classement général, le classement par points et le classement de la montagne. Pour être classé, un coureur doit figurer dans les 3 classements. Si aucun coureur ne remplit cette condition, on regarde les coureurs se trouvant dans 2 classements. En cas d'égalité de points, le critère de départage est le classement général.

#### Règlement des autres classements annexes
- Le classement par équipes de l'étape est obtenu par la somme des trois meilleurs temps individuels de chaque équipe (bonifications non comprises), sauf lors du contre-la-montre par équipe, où l'on prend le temps de l'équipe multiplié par 5. En cas d'égalité, les critères de départage, dans l'ordre, sont : addition des places des 3 premiers coureurs des équipes concernées, place du meilleur coureur sur l'étape. Le classement général est obtenu par somme des temps obtenus par l'équipe à chaque étape. En cas d'égalité, les critères de départage, dans l'ordre, sont : nombre de premières places dans le classement par équipes du jour, nombre de deuxièmes places dans le classement par équipes du jour, etc., place au classement général du meilleur coureur des équipes concernées[7].
- Le prix de la combativité récompense « le coureur le plus généreux dans l’effort et manifestant le meilleur esprit sportif ». Ce prix, établi dans les étapes en ligne, est décerné le public qui choisira chaque jour parmi trois noms sélectionnés par un jury présidé par le directeur de l’organisation. Le combatif de l’étape porte dans l’étape suivante un dossard rouge. La procédure est la même pour décerner en fin de tour le prix du super-combatif[7].

#### Primes
Le montant des prix et des primes distribués par l'organisateur se montent à 1 115 230 €. Le tableau ci-dessous liste les primes accordées aux premiers d'étapes et aux vingt premiers du classement final :
| Position           | 1er       | 2e       | 3e       | 4e       | 5e       | 6e      | 7e      | 8e      | 9e      | 10e au 20e |
| Classement général | 150 000 € | 57 000 € | 30 000 € | 15 000 € | 12 500 € | 9 000 € | 9 000 € | 6 000 € | 6 000 € | 3 800 €    |
| Par étape          | 11 000 €  | 5 500 €  | 2 700 €  | 1 500 €  | 1 100 €  | 900 €   | 900 €   | 650 €   | 650 €   | 360 €      |

- Le détenteur du maillot rouge (1er du classement général) reçoit une récompense quotidienne de 500 €.
- Le détenteur du maillot vert (1er du classement par points) reçoit une récompense quotidienne de 100 €.
- Le détenteur du maillot blanc à pois bleus (1er du classement de la montagne) reçoit une récompense quotidienne de 100 €.
- Le détenteur du maillot blanc (1er du classement du combiné) reçoit une récompense quotidienne de 70 €.

Le tableau ci-dessous liste les primes accordées en ce qui concerne les prix du meilleur sprinteur (maillot vert) :
| Position               | 1er      | 2e      | 3e      |
| Classement par points  | 11 000 € | 5 000 € | 2 000 € |
| Sprints intermédiaires | 550 €    | 180 €   | 95 €    |

Le tableau ci-dessous liste les primes accordées en ce qui concerne les prix du meilleur grimpeur (maillot à pois bleus) :
| Position                    | 1er      | 2e      | 3e      |
| Classement par points       | 13 000 € | 6 600 € | 3 500 € |
| Cima Alberto Fernandez      | 1 000 €  | 520 €   |         |
| Cols hors catégorie         | 920 €    | 615 €   |         |
| Cols de première catégorie  | 460 €    | 310 €   |         |
| Cols de deuxième catégorie  | 230 €    | 155 €   |         |
| Cols de troisième catégorie | 115 €    | 80 €    |         |

Le tableau ci-dessous liste les primes accordées en ce qui concerne les prix du combiné (maillot blanc) :
| Position              | 1er      | 2e      | 3e      |
| Classement par points | 11 000 € | 5 000 € | 2 000 € |

- Chaque jour (hors contres la montre), le plus combatif reçoit une récompense de 200 €. Le super-combatif reçoit une récompense de 3 000 €.
- Lors des étapes en ligne, un prix du fair-play d'un montant de 100 € est attribué[7].

## Récit de la course
La formation Sky remporte le contre-la-montre par équipe inaugural, permettant au coureur britannique Peter Kennaugh d'endosser le maillot rouge de leader et à Christopher Froome de prendre de l'avance au classement général. Elle devance les équipes Movistar et Orica-BikeExchange. Le Belge Gianni Meersman (Etixx-Quick Step) remporte la deuxième étape au sprint. Michał Kwiatkowski (Sky) s'empare du maillot rouge de leader au général. 
Le Français Alexandre Geniez (FDJ) remporte en solitaire la troisième étape, disputée entre Marín et Dumbría-Mirador de Ezaro. Rubén Fernández (Movistar) s'empare du maillot rouge. Lors de l'étape suivante, Lilian Calmejane (Direct Énergie) s'impose en solitaire, devançant de quinze secondes le Colombien Darwin Atapuma (BMC Racing) qui endosse le maillot rouge de leader. La cinquième étape qui se termine par un sprint est remportée par Gianni Meersman. Le finisseur belge, déjà vainqueur de la deuxième étape, récidive facilement devant un peloton réduit à une vingtaine d'unités à la suite d'une chute massive dans le dernier kilomètre. Finalement, il précède l'Italien Fabio Felline (Trek-Segafredo) et le Français Kévin Réza (FDJ). Le Colombien Darwin Atapuma (BMC), retardé par le carambolage final conserve son maillot rouge. Simon Yates profite du travail de son équipe Orica-BikeExchange pour s'imposer lors de la sixième étape. Le Britannique manœuvre parfaitement dans le final pour déborder le Suisse Mathias Frank (IAM), ultime échappé, et l'emporte devant Luis León Sánchez (Astana) et Fabio Felline. Jonas Van Genechten (IAM) s'impose en force à Puebla de Sanabria dans un final mouvementé, marqué par une chute où ont été pris notamment Alberto Contador (Tinkoff) et Samuel Sánchez (BMC). Le peloton a fondu dans les 300 derniers mètres de cette septième étape sur Luis León Sánchez (Astana) et Simon Clarke (Cannondale-Drapac), échappés dans la dernière échappée du jour. Cette victoire permet à la formation de IAM remporter une étape dans chacun des trois Grands Tours pour sa dernière saison avant de disparaître. Darwin Atapuma garde pour la quatrième journée consécutive le maillot rouge de leader.
Nairo Quintana (Movistar) endosse le maillot rouge en attaquant dans la montée de la Camperona, où s'impose le Russe Sergueï Lagoutine (Katusha), échappé au long cours. Ce premier vrai test de la Vuelta montre les limites du maillot rouge Atapuma (BMC), mais aussi de Christopher Froome (Sky), collé à la route dans le dernier kilomètre de l'ascension et la bonne forme d'Alberto Contador (Tinkoff) en dépit de sa chute la veille dans le final. Lagutin, parti avec dix autres coureurs dès le neuvième kilomètre, s'est joué dans le final des Français Axel Domont (AG2R La Mondiale) et Perrig Quemeneur (Direct Energie) pour s'imposer, le poignet bandé en raison d'une chute en première semaine.
David de la Cruz (Etixx-Quick Step), échappé de la première heure, donne à l'Espagne sa première victoire d'étape dans cette édition et dépossède Nairo Quintana du maillot rouge de leader. Le coureur catalan de 27 ans lâche son ultime compagnon d'échappée, le Belge Dries Devenyns (IAM) dans l'ascension finale du Monte Naranco, pour offrir à son équipe sa troisième victoire d'étape dans ce Tour d'Espagne.
Nairo Quintana gagne aux lacs de Covadonga sa première victoire d'étape dans la Vuelta pour reprendre le maillot rouge de leader. Christopher Froome, lâché au début de l'ascension, reprend un à un tous ses adversaires à l'exception de Quintana et du Néerlandais Robert Gesink (Lotto NL-Jumbo) qui était longuement échappé.
Après la journée de repos, Chris Froome gagne sur les pentes de la Peña Cabarga (es) pour s'offrir sa deuxième victoire d'étape sur la Vuelta, cinq ans après celle qui l'avait révélé au même endroit en 2011. Le Britannique s'est montré le plus convaincant d'une explication entre les principaux favoris lors des deux derniers kilomètres de cette onzième étape, même s'il n'a pas pu décramponner Nairo Quintana, qui conserve son maillot rouge de leader. Le duo a cependant démontré, alors qu'Alejandro Valverde (Movistar) a pris la troisième place à six secondes, qu'il domine les débats et que la deuxième moitié de course devrait se jouer entre le leader de la Team Sky et celui de la Movistar, qui le précède toujours de 54 secondes au classement général.
Jens Keukeleire gagne la 12e étape et offre à son équipe Orica-BikeExchange une deuxième victoire dans cette Vuelta. Le coureur belge surgit dans la dernière ligne droite et s'impose devant le Français Maxime Bouet (Etixx-QuickStep) et l'Italien Fabio Felline (Trek-Segafredo). Nairo Quintana conserve son maillot rouge de leader.
L'Italien Valerio Conti s'impose en solitaire sur la 13e étape de la Vuelta en se détachant à vingt kilomètres du but. Conti, membre de l'échappée de douze formée en début d'étape, mène à bien un effort de 213,4 kilomètres entre Bilbao et Urdax-Dantxarinea, et donne ainsi à son équipe Lampre-Merida sa première victoire sur le Tour d'Espagne cette année. Le reste des baroudeurs arrive 50 secondes plus tard, Gogl attaque pour la deuxième place mais s'incline face à l'attaque de Lagutine, qui finit troisième derrière Wyss. Le peloton arrive avec 32 minutes de retard sur les baroudeurs, ce qui constitue l'écart le plus grand pour une échappée sur cette Vuelta. À l'arrivée Valverde passe en tête du peloton, et prend la treizième place et les trois points alloués pour le maillot vert, classement annexe dans lequel il consolide sa place de leader.

## Étapes
| Étape     | Date     | Villes étapes                          | type                         | Distance (km) | Vainqueur d'étape   | Leader du classement général |
| --------- | -------- | -------------------------------------- | ---------------------------- | ------------- | ------------------- | ---------------------------- |
| 1re étape | 20 août  | Cenlle – Castrelo de Miño              | contre-la-montre par équipes | 27,8          | Sky                 | Peter Kennaugh               |
| 2e étape  | 21 août  | Ourense – Baiona                       | étape de plaine              | 160,8         | Gianni Meersman     | Michał Kwiatkowski           |
| 3e étape  | 22 août  | Marín – Mirador de Ézaro               | étape de moyenne montagne    | 176,4         | Alexandre Geniez    | Rubén Fernández              |
| 4e étape  | 23 août  | Betanzos – San Andrés de Teixido       | étape de moyenne montagne    | 163,5         | Lilian Calmejane    | Darwin Atapuma               |
| 5e étape  | 24 août  | Viveiro – Lugo                         | étape vallonnée              | 171,3         | Gianni Meersman     | Darwin Atapuma               |
| 6e étape  | 25 août  | Monforte de Lemos – Nogueira de Ramuín | étape de moyenne montagne    | 163,2         | Simon Yates         | Darwin Atapuma               |
| 7e étape  | 26 août  | Maceda – Puebla de Sanabria            | étape vallonnée              | 158,5         | Jonas Van Genechten | Darwin Atapuma               |
| 8e étape  | 27 août  | Villalpando – Camperona                | étape de montagne            | 181,5         | Sergueï Lagoutine   | Nairo Quintana               |
| 9e étape  | 28 août  | Cistierna – Monte Naranco              | étape de moyenne montagne    | 164,5         | David de la Cruz    | David de la Cruz             |
| 10e étape | 29 août  | Lugones – Lacs de Covadonga            | étape de montagne            | 188,7         | Nairo Quintana      | Nairo Quintana               |
|           | 30 août  | Jour de repos à Oviedo                 | Jour de repos                |               |                     |                              |
| 11e étape | 31 août  | Colunga – Peña Cabarga                 | étape de moyenne montagne    | 168,6         | Christopher Froome  | Nairo Quintana               |
| 12e étape | 1 sept.  | Los Corrales de Buelna – Bilbao        | étape de moyenne montagne    | 193,2         | Jens Keukeleire     | Nairo Quintana               |
| 13e étape | 2 sept.  | Bilbao – Urdazubi                      | étape vallonnée              | 213,4         | Valerio Conti       | Nairo Quintana               |
| 14e étape | 3 sept.  | Urdazubi – col d'Aubisque              | étape de montagne            | 196           | Robert Gesink       | Nairo Quintana               |
| 15e étape | 4 sept.  | Sabiñánigo – Formigal                  | étape de montagne            | 118,5         | Gianluca Brambilla  | Nairo Quintana               |
| 16e étape | 5 sept.  | Alcañiz – Peníscola                    | étape de plaine              | 156,4         | Jempy Drucker       | Nairo Quintana               |
|           | 6 sept.  | Jour de repos à Castellón de la Plana  | Jour de repos                |               |                     |                              |
| 17e étape | 7 sept.  | Castelló de la Plana – Llucena         | étape de montagne            | 177,5         | Mathias Frank       | Nairo Quintana               |
| 18e étape | 8 sept.  | Requena – Gandia                       | étape vallonnée              | 200,6         | Magnus Cort Nielsen | Nairo Quintana               |
| 19e étape | 9 sept.  | Xàbia – Calp                           | contre-la-montre individuel  | 37            | Christopher Froome  | Nairo Quintana               |
| 20e étape | 10 sept. | Benidorm – Sierra de Aitana            | étape de montagne            | 193,2         | Pierre Latour       | Nairo Quintana               |
| 21e étape | 11 sept. | Las Rozas de Madrid – Madrid           | étape de plaine              | 104,1         | Magnus Cort Nielsen | Nairo Quintana               |

## Classements finals

### Classement général final
Pour la première fois depuis 1996, aucun coureur espagnol n'est présent sur le podium final.
| \| Classement général \| Classement général \| Classement général \| Classement général \| Classement général \| \| Coureur \| Coureur \| Pays \| Équipe \| Temps \| \| ------------------ \| ---------------------- \| ------------------ \| ---------------------- \| ------------------ \| \| 1er \| Nairo Quintana \| Colombie \| Movistar Team \| 83 h 31 min 28 s \| \| 2e \| Christopher Froome \| Royaume-Uni \| Team Sky \| + 1 min 23 s \| \| 3e \| Esteban Chaves \| Colombie \| Orica-BikeExchange \| + 4 min 08 s \| \| 4e \| Alberto Contador \| Espagne \| Tinkoff \| + 4 min 21 s \| \| 5e \| Andrew Talansky \| États-Unis \| Cannondale-Drapac \| + 7 min 43 s \| \| 6e \| Simon Yates \| Royaume-Uni \| Orica-BikeExchange \| + 8 min 33 s \| \| 7e \| David de la Cruz \| Espagne \| Etixx-Quick Step \| + 11 min 18 s \| \| 8e \| Daniel Moreno \| Espagne \| Movistar Team \| + 13 min 04 s \| \| 9e \| Davide Formolo \| Italie \| Cannondale-Drapac \| + 13 min 17 s \| \| 10e \| George Bennett \| Nouvelle-Zélande \| LottoNL-Jumbo \| + 14 min 07 s \| \| 11e \| Michele Scarponi \| Italie \| Astana \| + 15 min 33 s \| \| 12e \| Alejandro Valverde \| Espagne \| Movistar Team \| + 15 min 57 s \| \| 13e \| Jean-Christophe Péraud \| France \| AG2R La Mondiale \| + 18 min 22 s \| \| 14e \| Ben Hermans \| Belgique \| BMC Racing Team \| + 19 min 10 s \| \| 15e \| Egor Silin \| Russie \| Katusha \| + 22 min 05 s \| \| 16e \| Maxime Monfort \| Belgique \| Lotto-Soudal \| + 29 min 37 s \| \| 17e \| Jan Bakelants \| Belgique \| AG2R La Mondiale \| + 36 min 30 s \| \| 18e \| Sergio Pardilla \| Espagne \| Caja Rural-Seguros RGA \| + 38 min 38 s \| \| 19e \| Haimar Zubeldia \| Espagne \| Trek-Segafredo \| + 40 min 29 s \| \| 20e \| Kenny Elissonde \| France \| FDJ \| + 42 min 26 s \| |                        |                  |                        |                  |
| |                        |                  |                        |                  |
| Source : ProCyclingStats |                        |                  |                        |                  |
| Classement général |                        |                  |                        |                  |
| Coureur | Coureur                | Pays             | Équipe                 | Temps            |
| 1er | Nairo Quintana         | Colombie         | Movistar Team          | 83 h 31 min 28 s |
| 2e | Christopher Froome     | Royaume-Uni      | Team Sky               | + 1 min 23 s     |
| 3e | Esteban Chaves         | Colombie         | Orica-BikeExchange     | + 4 min 08 s     |
| 4e | Alberto Contador       | Espagne          | Tinkoff                | + 4 min 21 s     |
| 5e | Andrew Talansky        | États-Unis       | Cannondale-Drapac      | + 7 min 43 s     |
| 6e | Simon Yates            | Royaume-Uni      | Orica-BikeExchange     | + 8 min 33 s     |
| 7e | David de la Cruz       | Espagne          | Etixx-Quick Step       | + 11 min 18 s    |
| 8e | Daniel Moreno          | Espagne          | Movistar Team          | + 13 min 04 s    |
| 9e | Davide Formolo         | Italie           | Cannondale-Drapac      | + 13 min 17 s    |
| 10e | George Bennett         | Nouvelle-Zélande | LottoNL-Jumbo          | + 14 min 07 s    |
| 11e | Michele Scarponi       | Italie           | Astana                 | + 15 min 33 s    |
| 12e | Alejandro Valverde     | Espagne          | Movistar Team          | + 15 min 57 s    |
| 13e | Jean-Christophe Péraud | France           | AG2R La Mondiale       | + 18 min 22 s    |
| 14e | Ben Hermans            | Belgique         | BMC Racing Team        | + 19 min 10 s    |
| 15e | Egor Silin             | Russie           | Katusha                | + 22 min 05 s    |
| 16e | Maxime Monfort         | Belgique         | Lotto-Soudal           | + 29 min 37 s    |
| 17e | Jan Bakelants          | Belgique         | AG2R La Mondiale       | + 36 min 30 s    |
| 18e | Sergio Pardilla        | Espagne          | Caja Rural-Seguros RGA | + 38 min 38 s    |
| 19e | Haimar Zubeldia        | Espagne          | Trek-Segafredo         | + 40 min 29 s    |
| 20e | Kenny Elissonde        | France           | FDJ                    | + 42 min 26 s    |

### Classements annexes
| Classement par points | Classement par points | Classement par points | Classement par points | Classement par points |
| Coureur               | Coureur               | Pays                  | Équipe                | Points                |
| --------------------- | --------------------- | --------------------- | --------------------- | --------------------- |
| 1er                   | Fabio Felline         | Italie                | Trek-Segafredo        | 100 pts               |
| 2e                    | Nairo Quintana        | Colombie              | Movistar Team         | 97 pts                |
| 3e                    | Alejandro Valverde    | Espagne               | Movistar Team         | 93 pts                |
| 4e                    | Christopher Froome    | Royaume-Uni           | Team Sky              | 92 pts                |
| 5e                    | Luis León Sánchez     | Espagne               | Astana                | 75 pts                |
| 6e                    | Gianni Meersman       | Belgique              | Etixx-Quick Step      | 73 pts                |
| 7e                    | Simon Yates           | Royaume-Uni           | Orica-BikeExchange    | 56 pts                |
| 8e                    | Alberto Contador      | Espagne               | Tinkoff               | 56 pts                |
| 9e                    | Esteban Chaves        | Colombie              | Orica-BikeExchange    | 54 pts                |
| 10e                   | Daniele Bennati       | Italie                | Tinkoff               | 54 pts                |

| Classement par points | Classement par points | Classement par points | Classement par points | Classement par points |
| Coureur               | Coureur               | Pays                  | Équipe                | Points                |
| --------------------- | --------------------- | --------------------- | --------------------- | --------------------- |
| 1er                   | Fabio Felline         | Italie                | Trek-Segafredo        | 100 pts               |
| 2e                    | Nairo Quintana        | Colombie              | Movistar Team         | 97 pts                |
| 3e                    | Alejandro Valverde    | Espagne               | Movistar Team         | 93 pts                |
| 4e                    | Christopher Froome    | Royaume-Uni           | Team Sky              | 92 pts                |
| 5e                    | Luis León Sánchez     | Espagne               | Astana                | 75 pts                |
| 6e                    | Gianni Meersman       | Belgique              | Etixx-Quick Step      | 73 pts                |
| 7e                    | Simon Yates           | Royaume-Uni           | Orica-BikeExchange    | 56 pts                |
| 8e                    | Alberto Contador      | Espagne               | Tinkoff               | 56 pts                |
| 9e                    | Esteban Chaves        | Colombie              | Orica-BikeExchange    | 54 pts                |
| 10e                   | Daniele Bennati       | Italie                | Tinkoff               | 54 pts                |

| Classement de la montagne | Classement de la montagne | Classement de la montagne | Classement de la montagne  | Classement de la montagne |
| Coureur                   | Coureur                   | Pays                      | Équipe                     | Points                    |
| ------------------------- | ------------------------- | ------------------------- | -------------------------- | ------------------------- |
| 1er                       | Omar Fraile               | Espagne                   | Dimension Data             | 58 pts                    |
| 2e                        | Kenny Elissonde           | France                    | FDJ                        | 57 pts                    |
| 3e                        | Robert Gesink             | Pays-Bas                  | LottoNL-Jumbo              | 37 pts                    |
| 4e                        | Alexandre Geniez          | France                    | FDJ                        | 28 pts                    |
| 5e                        | Nairo Quintana            | Colombie                  | Movistar Team              | 27 pts                    |
| 6e                        | Egor Silin                | Russie                    | Katusha                    | 23 pts                    |
| 7e                        | Sergueï Lagoutine         | Russie                    | Katusha                    | 22 pts                    |
| 8e                        | Thomas De Gendt           | Belgique                  | Lotto-Soudal               | 19 pts                    |
| 9e                        | Gianluca Brambilla        | Italie                    | Etixx-Quick Step           | 18 pts                    |
| 10e                       | Luis Ángel Maté           | Espagne                   | Cofidis, Solutions Crédits | 18 pts                    |

| Classement de la montagne | Classement de la montagne | Classement de la montagne | Classement de la montagne  | Classement de la montagne |
| Coureur                   | Coureur                   | Pays                      | Équipe                     | Points                    |
| ------------------------- | ------------------------- | ------------------------- | -------------------------- | ------------------------- |
| 1er                       | Omar Fraile               | Espagne                   | Dimension Data             | 58 pts                    |
| 2e                        | Kenny Elissonde           | France                    | FDJ                        | 57 pts                    |
| 3e                        | Robert Gesink             | Pays-Bas                  | LottoNL-Jumbo              | 37 pts                    |
| 4e                        | Alexandre Geniez          | France                    | FDJ                        | 28 pts                    |
| 5e                        | Nairo Quintana            | Colombie                  | Movistar Team              | 27 pts                    |
| 6e                        | Egor Silin                | Russie                    | Katusha                    | 23 pts                    |
| 7e                        | Sergueï Lagoutine         | Russie                    | Katusha                    | 22 pts                    |
| 8e                        | Thomas De Gendt           | Belgique                  | Lotto-Soudal               | 19 pts                    |
| 9e                        | Gianluca Brambilla        | Italie                    | Etixx-Quick Step           | 18 pts                    |
| 10e                       | Luis Ángel Maté           | Espagne                   | Cofidis, Solutions Crédits | 18 pts                    |

| Classement du combiné | Classement du combiné | Classement du combiné | Classement du combiné | Classement du combiné |
| Coureur               | Coureur               | Pays                  | Équipe                | Points                |
| --------------------- | --------------------- | --------------------- | --------------------- | --------------------- |
| 1er                   | Nairo Quintana        | Colombie              | Movistar Team         | 8 pts                 |
| 2e                    | Christopher Froome    | Royaume-Uni           | Team Sky              | 17 pts                |
| 3e                    | Kenny Elissonde       | France                | FDJ                   | 34 pts                |
| 4e                    | David de la Cruz      | Espagne               | Etixx-Quick Step      | 39 pts                |
| 5e                    | Alejandro Valverde    | Espagne               | Movistar Team         | 41 pts                |
| 6e                    | Fabio Felline         | Italie                | Trek-Segafredo        | 43 pts                |
| 7e                    | Simon Yates           | Royaume-Uni           | Orica-BikeExchange    | 46 pts                |
| 8e                    | Gianluca Brambilla    | Italie                | Etixx-Quick Step      | 48 pts                |
| 9e                    | Robert Gesink         | Pays-Bas              | LottoNL-Jumbo         | 48 pts                |
| 10e                   | Egor Silin            | Russie                | Katusha               | 49 pts                |

| Classement du combiné | Classement du combiné | Classement du combiné | Classement du combiné | Classement du combiné |
| Coureur               | Coureur               | Pays                  | Équipe                | Points                |
| --------------------- | --------------------- | --------------------- | --------------------- | --------------------- |
| 1er                   | Nairo Quintana        | Colombie              | Movistar Team         | 8 pts                 |
| 2e                    | Christopher Froome    | Royaume-Uni           | Team Sky              | 17 pts                |
| 3e                    | Kenny Elissonde       | France                | FDJ                   | 34 pts                |
| 4e                    | David de la Cruz      | Espagne               | Etixx-Quick Step      | 39 pts                |
| 5e                    | Alejandro Valverde    | Espagne               | Movistar Team         | 41 pts                |
| 6e                    | Fabio Felline         | Italie                | Trek-Segafredo        | 43 pts                |
| 7e                    | Simon Yates           | Royaume-Uni           | Orica-BikeExchange    | 46 pts                |
| 8e                    | Gianluca Brambilla    | Italie                | Etixx-Quick Step      | 48 pts                |
| 9e                    | Robert Gesink         | Pays-Bas              | LottoNL-Jumbo         | 48 pts                |
| 10e                   | Egor Silin            | Russie                | Katusha               | 49 pts                |

| Classement par équipes | Classement par équipes | Classement par équipes | Classement par équipes |
| Équipe                 | Équipe                 | Pays                   | Temps                  |
| ---------------------- | ---------------------- | ---------------------- | ---------------------- |
| 1re                    | BMC Racing Team        | États-Unis             | 249 h 48 min 23 s      |
| 2e                     | Movistar Team          | Espagne                | + 4 min 43 s           |
| 3e                     | Cannondale-Drapac      | États-Unis             | + 22 min 44 s          |
| 4e                     | Katusha                | Russie                 | + 35 min 19 s          |
| 5e                     | AG2R La Mondiale       | France                 | + 35 min 30 s          |
| 6e                     | Astana                 | Kazakhstan             | + 56 min 22 s          |
| 7e                     | Etixx-Quick Step       | Belgique               | + 1 h 04 min 57 s      |
| 8e                     | IAM Cycling            | Suisse                 | + 1 h 13 min 44 s      |
| 9e                     | Tinkoff                | Russie                 | + 1 h 23 min 50 s      |
| 10e                    | Orica-BikeExchange     | Australie              | + 1 h 33 min 00 s      |

| Classement par équipes | Classement par équipes | Classement par équipes | Classement par équipes |
| Équipe                 | Équipe                 | Pays                   | Temps                  |
| ---------------------- | ---------------------- | ---------------------- | ---------------------- |
| 1re                    | BMC Racing Team        | États-Unis             | 249 h 48 min 23 s      |
| 2e                     | Movistar Team          | Espagne                | + 4 min 43 s           |
| 3e                     | Cannondale-Drapac      | États-Unis             | + 22 min 44 s          |
| 4e                     | Katusha                | Russie                 | + 35 min 19 s          |
| 5e                     | AG2R La Mondiale       | France                 | + 35 min 30 s          |
| 6e                     | Astana                 | Kazakhstan             | + 56 min 22 s          |
| 7e                     | Etixx-Quick Step       | Belgique               | + 1 h 04 min 57 s      |
| 8e                     | IAM Cycling            | Suisse                 | + 1 h 13 min 44 s      |
| 9e                     | Tinkoff                | Russie                 | + 1 h 23 min 50 s      |
| 10e                    | Orica-BikeExchange     | Australie              | + 1 h 33 min 00 s      |

## Évolution des classements
| Étape              | Vainqueur           | Classement général | Classement par points | Classement de la montagne | Classement du combiné | Classement par équipes | Prix de la combativité |
| ------------------ | ------------------- | ------------------ | --------------------- | ------------------------- | --------------------- | ---------------------- | ---------------------- |
| 1                  | Sky                 | Peter Kennaugh     | Non décerné           | Non décerné               | Non décerné           | Sky                    | Non décerné            |
| 2                  | Gianni Meersman     | Michał Kwiatkowski | Gianni Meersman       | Laurent Pichon            | Laurent Pichon        | Sky                    | Non décerné            |
| 3                  | Alexandre Geniez    | Rubén Fernández    | Alexandre Geniez      | Alexandre Geniez          | Rubén Fernández       | Movistar               | Simon Pellaud          |
| 4                  | Lilian Calmejane    | Darwin Atapuma     | Alexandre Geniez      | Alexandre Geniez          | Darwin Atapuma        | Movistar               | Thomas De Gendt        |
| 5                  | Gianni Meersman     | Darwin Atapuma     | Gianni Meersman       | Alexandre Geniez          | Darwin Atapuma        | Movistar               | Tiago Machado          |
| 6                  | Simon Yates         | Darwin Atapuma     | Gianni Meersman       | Alexandre Geniez          | Darwin Atapuma        | Movistar               | Omar Fraile            |
| 7                  | Jonas Van Genechten | Darwin Atapuma     | Gianni Meersman       | Alexandre Geniez          | Darwin Atapuma        | Movistar               | Luis Ángel Maté        |
| 8                  | Sergey Lagutin      | Nairo Quintana     | Gianni Meersman       | Sergey Lagutin            | Alejandro Valverde    | Etixx-Quick Step       | Jhonatan Restrepo      |
| 9                  | David de la Cruz    | David de la Cruz   | Gianni Meersman       | Thomas De Gendt           | David de la Cruz      | Etixx-Quick Step       | Luis León Sánchez      |
| 10                 | Nairo Quintana      | Nairo Quintana     | Alejandro Valverde    | Omar Fraile               | Nairo Quintana        | Movistar               | Luis Ángel Maté        |
| 11                 | Christopher Froome  | Nairo Quintana     | Alejandro Valverde    | Nairo Quintana            | Nairo Quintana        | Movistar               | Tiago Machado          |
| 12                 | Jens Keukeleire     | Nairo Quintana     | Alejandro Valverde    | Nairo Quintana            | Nairo Quintana        | Movistar               | David López García     |
| 13                 | Valerio Conti       | Nairo Quintana     | Alejandro Valverde    | Sergey Lagutin            | Nairo Quintana        | BMC Racing             | Gatis Smukulis         |
| 14                 | Robert Gesink       | Nairo Quintana     | Alejandro Valverde    | Kenny Elissonde           | Nairo Quintana        | BMC Racing             | Simon Gerrans          |
| 15                 | Gianluca Brambilla  | Nairo Quintana     | Alejandro Valverde    | Kenny Elissonde           | Nairo Quintana        | BMC Racing             | Alberto Contador       |
| 16                 | Jean-Pierre Drucker | Nairo Quintana     | Alejandro Valverde    | Kenny Elissonde           | Nairo Quintana        | BMC Racing             | Luis Ángel Maté        |
| 17                 | Mathias Frank       | Nairo Quintana     | Alejandro Valverde    | Kenny Elissonde           | Nairo Quintana        | BMC Racing             | Jaime Rosón            |
| 18                 | Magnus Cort Nielsen | Nairo Quintana     | Alejandro Valverde    | Kenny Elissonde           | Nairo Quintana        | BMC Racing             | Fumiyuki Beppu         |
| 19                 | Christopher Froome  | Nairo Quintana     | Alejandro Valverde    | Kenny Elissonde           | Nairo Quintana        | BMC Racing             | Christopher Froome     |
| 20                 | Pierre Latour       | Nairo Quintana     | Fabio Felline         | Omar Fraile               | Nairo Quintana        | BMC Racing             | Luis León Sánchez      |
| 21                 | Magnus Cort Nielsen | Nairo Quintana     | Fabio Felline         | Omar Fraile               | Nairo Quintana        | BMC Racing             | non décerné            |
| Classements finals | Classements finals  | Nairo Quintana     | Fabio Felline         | Omar Fraile               | Nairo Quintana        | BMC Racing             | Alberto Contador       |

## Liste des participants
| Légende                          | Légende                                                                                                  | Légende                             | Légende                                                                                          |
| -------------------------------- | --- | ----------------------------------- | ------------------------------------------------------------------------------------------------ |
| Num                              | Dossard de départ porté par le coureur sur cette Vuelta                                                  | Pos.                                | Position finale au classement général                                                            |
| Leader du classement général     | Indique le vainqueur du classement général                                                               | Leader du classement de la montagne | Indique le vainqueur du classement de la montagne                                                |
| Leader du classement par points  | Indique le vainqueur du classement par points                                                            | Leader du classement du combiné     | Indique le vainqueur du classement du combiné                                                    |
| Leader du classement par équipes | Indique la meilleure équipe                                                                              |                                     | Indique un maillot de champion national ou mondial, suivi de sa spécialité                       |
| NP                               | Indique un coureur qui n'a pas pris le départ d'une étape, suivi du numéro de l'étape où il s'est retiré | AB                                  | Indique un coureur qui n'a pas terminé une étape, suivie du numéro de l'étape où il s'est retiré |
| HD                               | Indique un coureur qui a terminé une étape hors des délais, suivi du numéro de l'étape                   | EX                                  | Indique un coureur exclu pour non-respect du règlement                                           |

| Movistar MOV                                                   | Movistar MOV                  | Movistar MOV |
| -------------------------------------------------------------- | ----------------------------- | ------------ |
| Num                                                            | Coureur                       | Pos          |
| 1                                                              | Alejandro Valverde (ESP)      | 12e          |
| 2                                                              | Jonathan Castroviejo (ESP)    | 36e          |
| 3                                                              | Imanol Erviti (ESP)           | 84e          |
| 4                                                              | Rubén Fernández Andújar (ESP) | 33e          |
| 5                                                              | José Herrada (ESP)            | 91e          |
| 6                                                              | Daniel Moreno (ESP)           | 8e           |
| 7                                                              | Nairo Quintana (COL)          | 1er          |
| 8                                                              | José Joaquín Rojas (ESP)      | AB-20        |
| 9                                                              | Rory Sutherland (AUS)         | 130e         |
| Directeurs sportifs : José Luis Arrieta, José V. García Acosta |                               |              |

| Tinkoff TNK                                       | Tinkoff TNK                    | Tinkoff TNK |
| ------------------------------------------------- | ------------------------------ | ----------- |
| Num                                               | Coureur                        | Pos         |
| 11                                                | Alberto Contador (ESP)         | 4e          |
| 12                                                | Daniele Bennati (ITA)          | 107e        |
| 13                                                | Manuele Boaro (ITA)            | 147e        |
| 14                                                | Michael Gogl (AUT)             | 68e         |
| 15                                                | Jesús Hernández Blázquez (ESP) | 43e         |
| 16                                                | Robert Kišerlovski (CRO)       | NP-6        |
| 17                                                | Sérgio Paulinho (POR)          | 115e        |
| 18                                                | Ivan Rovny (RUS)               | 99e         |
| 19                                                | Yury Trofimov (RUS)            | 35e         |
| Directeurs sportifs : Steven de Jongh, Sean Yates |                                |             |

| Sky SKY                                          | Sky SKY                  | Sky SKY |
| ------------------------------------------------ | ------------------------ | ------- |
| Num                                              | Coureur                  | Pos     |
| 21                                               | Christopher Froome (GBR) | 2e      |
| 22                                               | Ian Boswell (USA)        | 80e     |
| 23                                               | Michał Gołaś (POL)       | 118e    |
| 24                                               | Peter Kennaugh (GBR)     | 42e     |
| 25                                               | Christian Knees (ALL)    | 124e    |
| 26                                               | Leopold König (CZE)      | 29e     |
| 27                                               | Michał Kwiatkowski (POL) | AB-7    |
| 28                                               | David López García (ESP) | 60e     |
| 29                                               | Salvatore Puccio (ITA)   | 121e    |
| Directeurs sportifs : Dario Cioni, Gabriel Rasch |                          |         |

| BMC Racing BMC                                | BMC Racing BMC           | BMC Racing BMC |
| --------------------------------------------- | ------------------------ | -------------- |
| Num                                           | Coureur                  | Pos            |
| 31                                            | Tejay van Garderen (USA) | AB-17          |
| 32                                            | Darwin Atapuma (COL)     | 32e            |
| 33                                            | Silvan Dillier (SUI)     | 79e            |
| 34                                            | Jempy Drucker (LUX)      | 142e           |
| 35                                            | Philippe Gilbert (BEL)   | AB-14          |
| 36                                            | Ben Hermans (BEL)        | 14e            |
| 37                                            | Samuel Sánchez (ESP)     | NP-20          |
| 38                                            | Dylan Teuns (BEL)        | 100e           |
| 39                                            | Danilo Wyss (SUI)        | 44e            |
| Directeurs sportifs : Jan Boven, Valerio Piva |                          |                |

| Lotto NL-Jumbo TLJ    | Lotto NL-Jumbo TLJ       | Lotto NL-Jumbo TLJ |
| --------------------- | ------------------------ | ------------------ |
| Num                   | Coureur                  | Pos                |
| 41                    | Steven Kruijswijk (NED)  | NP-6               |
| 42                    | Enrico Battaglin (ITA)   | AB-9               |
| 43                    | George Bennett (NZL)     | 10e                |
| 44                    | Koen Bouwman (NED)       | 123e               |
| 45                    | Victor Campenaerts (BEL) | 143e               |
| 46                    | Robert Gesink (NED)      | 34e                |
| 47                    | Martijn Keizer (NED)     | 137e               |
| 48                    | Bram Tankink (NED)       | 103e               |
| 49                    | Jos van Emden (NED)      | NP-17              |
| Directeurs sportifs : |                          |                    |

| Orica-BikeExchange OBE              | Orica-BikeExchange OBE    | Orica-BikeExchange OBE |
| ----------------------------------- | ------------------------- | ---------------------- |
| Num                                 | Coureur                   | Pos                    |
| 51                                  | Esteban Chaves (COL)      | 3e                     |
| 52                                  | Sam Bewley (NZL)          | 140e                   |
| 53                                  | Simon Gerrans (AUS)       | 86e                    |
| 54                                  | Jack Haig (AUS)           | 117e                   |
| 55                                  | Damien Howson (AUS)       | 45e                    |
| 56                                  | Jens Keukeleire (BEL)     | 64e                    |
| 57                                  | Magnus Cort Nielsen (DEN) | 133e                   |
| 58                                  | Svein Tuft (CAN)          | 158e                   |
| 59                                  | Simon Yates (GBR)         | 6e                     |
| Directeurs sportifs : Neil Stephens |                           |                        |

| Astana AST                                           | Astana AST               | Astana AST |
| ---------------------------------------------------- | ------------------------ | ---------- |
| Num                                                  | Coureur                  | Pos        |
| 61                                                   | Michele Scarponi (ITA)   | 11e        |
| 62                                                   | Dario Cataldo (ITA)      | 51e        |
| 63                                                   | Dmitriy Gruzdev (KAZ)    | 119e       |
| 64                                                   | Miguel Ángel López (COL) | AB-6       |
| 65                                                   | Davide Malacarne (ITA)   | AB-14      |
| 66                                                   | Luis León Sánchez (ESP)  | 26e        |
| 67                                                   | Gatis Smukulis (LAT)     | 83e        |
| 68                                                   | Alessandro Vanotti (ITA) | 97e        |
| 69                                                   | Andrey Zeits (KAZ)       | 31e        |
| Directeurs sportifs : Alexandr Shefer, Dimitri Sedun |                          |            |

| FDJ                                                  | FDJ                        | FDJ   |
| ---------------------------------------------------- | -------------------------- | ----- |
| Num                                                  | Coureur                    | Pos   |
| 71                                                   | Kenny Elissonde (FRA)      | 20e   |
| 72                                                   | Odd Christian Eiking (NOR) | 77e   |
| 73                                                   | Murilo Fischer (BRA)       | AB-5  |
| 74                                                   | Alexandre Geniez (FRA)     | 108e  |
| 75                                                   | Matthieu Ladagnous (FRA)   | 98e   |
| 76                                                   | Johan Le Bon (FRA)         | AB-14 |
| 77                                                   | Lorrenzo Manzin (FRA)      | 149e  |
| 78                                                   | Laurent Pichon (FRA)       | AB-11 |
| 79                                                   | Kévin Réza (FRA)           | AB-10 |
| Directeurs sportifs : Franck Pineau, Thierry Bricaud |                            |       |

| Giant-Alpecin TGA                                     | Giant-Alpecin TGA         | Giant-Alpecin TGA |
| ----------------------------------------------------- | ------------------------- | ----------------- |
| Num                                                   | Coureur                   | Pos               |
| 81                                                    | Warren Barguil (FRA)      | AB-3              |
| 82                                                    | Nikias Arndt (ALL)        | 159e              |
| 83                                                    | Koen de Kort (NED)        | 96e               |
| 84                                                    | Johannes Fröhlinger (ALL) | 87e               |
| 85                                                    | Chad Haga (USA)           | 76e               |
| 86                                                    | Tobias Ludvigsson (SWE)   | 52e               |
| 87                                                    | Sindre Lunke (NOR)        | 135e              |
| 88                                                    | Tom Stamsnijder (NED)     | 131e              |
| 89                                                    | Zico Waeytens (BEL)       | AB-13             |
| Directeurs sportifs : Arthur van Dongen, Luke Roberts |                           |                   |

| Trek-Segafredo TFS                              | Trek-Segafredo TFS      | Trek-Segafredo TFS |
| ----------------------------------------------- | ----------------------- | ------------------ |
| Num                                             | Coureur                 | Pos                |
| 91                                              | Haimar Zubeldia (ESP)   | 19e                |
| 92                                              | Fumiyuki Beppu (JPN)    | 120e               |
| 93                                              | Julien Bernard (FRA)    | 57e                |
| 94                                              | Niccolò Bonifazio (ITA) | AB-7               |
| 95                                              | Laurent Didier (LUX)    | 104e               |
| 96                                              | Fabio Felline (ITA)     | 25e                |
| 97                                              | Markel Irizar (ESP)     | AB-10              |
| 98                                              | Kiel Reijnen (USA)      | 132e               |
| 99                                              | Riccardo Zoidl (AUT)    | 58e                |
| Directeurs sportifs : Dirk Demol, Adriano Baffi |                         |                    |

| AG2R La Mondiale ALM                               | AG2R La Mondiale ALM         | AG2R La Mondiale ALM |
| -------------------------------------------------- | ---------------------------- | -------------------- |
| Num                                                | Coureur                      | Pos                  |
| 101                                                | Jean-Christophe Péraud (FRA) | 13e                  |
| 102                                                | Gediminas Bagdonas (LTU)     | 134e                 |
| 103                                                | Jan Bakelants (BEL)          | 17e                  |
| 104                                                | François Bidard (FRA)        | 94e                  |
| 105                                                | Axel Domont (FRA)            | 48e                  |
| 106                                                | Quentin Jauregui (FRA)       | 95e                  |
| 107                                                | Pierre Latour (FRA)          | 28e                  |
| 108                                                | Sébastien Minard (FRA)       | NP-6                 |
| 109                                                | Christophe Riblon (FRA)      | 153e                 |
| Directeurs sportifs : Julien Jurdie, Didier Jannel |                              |                      |

| Katusha KAT                                          | Katusha KAT             | Katusha KAT |
| ---------------------------------------------------- | ----------------------- | ----------- |
| Num                                                  | Coureur                 | Pos         |
| 111                                                  | Alberto Losada (ESP)    | 59e         |
| 112                                                  | Sven Erik Bystrøm (NOR) | 141e        |
| 113                                                  | Pavel Kochetkov (RUS)   | 39e         |
| 114                                                  | Sergueï Lagoutine (RUS) | 71e         |
| 115                                                  | Tiago Machado (POR)     | 85e         |
| 116                                                  | Matvey Mamykin (RUS)    | 24e         |
| 117                                                  | Jhonatan Restrepo (COL) | 128e        |
| 118                                                  | Egor Silin (RUS)        | 15e         |
| 119                                                  | Rein Taaramäe (EST)     | AB-7        |
| Directeurs sportifs : José Azevedo, Xavier Florencio |                         |             |

| Lotto-Soudal LTS                                | Lotto-Soudal LTS         | Lotto-Soudal LTS |
| ----------------------------------------------- | ------------------------ | ---------------- |
| Num                                             | Coureur                  | Pos              |
| 121                                             | Bart De Clercq (BEL)     | 53e              |
| 122                                             | Sander Armée (BEL)       | 90e              |
| 123                                             | Thomas De Gendt (BEL)    | 65e              |
| 124                                             | Gert Dockx (BEL)         | 126e             |
| 125                                             | Adam Hansen (AUS)        | 110e             |
| 126                                             | Maxime Monfort (BEL)     | 16e              |
| 127                                             | Tosh Van der Sande (BEL) | 109e             |
| 128                                             | Louis Vervaeke (BEL)     | 89e              |
| 129                                             | Jelle Wallays (BEL)      | 92e              |
| Directeurs sportifs : Mario Aerts, Marc Wauters |                          |                  |

| Etixx-Quick Step EQS                                 | Etixx-Quick Step EQS     | Etixx-Quick Step EQS |
| ---------------------------------------------------- | ------------------------ | -------------------- |
| Num                                                  | Coureur                  | Pos                  |
| 131                                                  | Gianluca Brambilla (ITA) | 23e                  |
| 132                                                  | Maxime Bouet (FRA)       | 47e                  |
| 133                                                  | David de la Cruz (ESP)   | 7e                   |
| 134                                                  | Yves Lampaert (BEL)      | 113e                 |
| 135                                                  | Gianni Meersman (BEL)    | 111e                 |
| 136                                                  | Pieter Serry (BEL)       | 112e                 |
| 137                                                  | Zdeněk Štybar (CZE)      | 63e                  |
| 138                                                  | Niki Terpstra (NED)      | 139e                 |
| 139                                                  | Martin Velits (SVK)      | 152e                 |
| Directeurs sportifs : Rik Van Slycke, Jan Schaffrath |                          |                      |

| Cannondale-Drapac CDP                                      | Cannondale-Drapac CDP | Cannondale-Drapac CDP |
| ---------------------------------------------------------- | --------------------- | --------------------- |
| Num                                                        | Coureur               | Pos                   |
| 141                                                        | Andrew Talansky (USA) | 5e                    |
| 142                                                        | Patrick Bevin (NZL)   | AB-11                 |
| 143                                                        | Simon Clarke (AUS)    | NP-11                 |
| 144                                                        | Joe Dombrowski (USA)  | 88e                   |
| 145                                                        | Davide Formolo (ITA)  | 9e                    |
| 146                                                        | Benjamin King (USA)   | 46e                   |
| 147                                                        | Moreno Moser (ITA)    | 72e                   |
| 148                                                        | Pierre Rolland (FRA)  | 50e                   |
| 149                                                        | Davide Villella (ITA) | 56e                   |
| Directeurs sportifs : Bingen Fernández, Juan Manuel Gárate |                       |                       |

| Dimension Data DDD                               | Dimension Data DDD               | Dimension Data DDD |
| ------------------------------------------------ | -------------------------------- | ------------------ |
| Num                                              | Coureur                          | Pos                |
| 151                                              | Igor Antón (ESP)                 | NP-9               |
| 152                                              | Nicolas Dougall (RSA)            | 154e               |
| 153                                              | Tyler Farrar (USA)               | 155e               |
| 154                                              | Omar Fraile (ESP)                | 69e                |
| 155                                              | Nathan Haas (AUS)                | AB-12              |
| 156                                              | Jacques Janse van Rensburg (RSA) | NP-15              |
| 157                                              | Merhawi Kudus (ERI)              | 38e                |
| 158                                              | Kristian Sbaragli (ITA)          | 82e                |
| 159                                              | Jacobus Venter (RSA)             | 145e               |
| Directeurs sportifs : Alex Sans Vega, Jens Zemke |                                  |                    |

| IAM                                               | IAM                        | IAM  |
| ------------------------------------------------- | -------------------------- | ---- |
| Num                                               | Coureur                    | Pos  |
| 161                                               | Mathias Frank (SUI)        | 37e  |
| 162                                               | Clément Chevrier (FRA)     | 41e  |
| 163                                               | Dries Devenyns (BEL)       | 101e |
| 164                                               | Vegard Stake Laengen (NOR) | 81e  |
| 165                                               | Simon Pellaud (SUI)        | 105e |
| 166                                               | Vicente Reynés (ESP)       | AB-4 |
| 167                                               | Jonas Van Genechten (BEL)  | 144e |
| 168                                               | Lawrence Warbasse (USA)    | 49e  |
| 169                                               | Marcel Wyss (SUI)          | 21e  |
| Directeurs sportifs : Eddy Seigneur, Mario Chiesa |                            |      |

| Lampre-Merida LAM                                     | Lampre-Merida LAM       | Lampre-Merida LAM |
| ----------------------------------------------------- | ----------------------- | ----------------- |
| Num                                                   | Coureur                 | Pos               |
| 171                                                   | Louis Meintjes (RSA)    | 40e               |
| 172                                                   | Yukiya Arashiro (JPN)   | 106e              |
| 173                                                   | Mattia Cattaneo (ITA)   | 102e              |
| 174                                                   | Valerio Conti (ITA)     | 66e               |
| 175                                                   | Kristijan Đurasek (CRO) | 67e               |
| 176                                                   | Mário Costa (POR)       | AB-17             |
| 177                                                   | Tsgabu Grmay (ETH)      | 62e               |
| 178                                                   | Ilia Koshevoy (BLR)     | 151e              |
| 179                                                   | Federico Zurlo (ITA)    | AB-4              |
| Directeurs sportifs : Simone Pedrazzini, Bruno Vicino |                         |                   |

| Cofidis COF                                                  | Cofidis COF             | Cofidis COF |
| ------------------------------------------------------------ | ----------------------- | ----------- |
| Num                                                          | Coureur                 | Pos         |
| 181                                                          | Luis Ángel Maté (ESP)   | 22e         |
| 182                                                          | Yoann Bagot (FRA)       | AB-9        |
| 183                                                          | Loïc Chetout (FRA)      | 138e        |
| 184                                                          | Jérôme Cousin (FRA)     | 129e        |
| 185                                                          | Romain Hardy (FRA)      | 27e         |
| 186                                                          | Rudy Molard (FRA)       | 30e         |
| 187                                                          | Stéphane Rossetto (FRA) | 61e         |
| 188                                                          | Florian Sénéchal (FRA)  | AB-12       |
| 189                                                          | Kenneth Vanbilsen (BEL) | AB-14       |
| Directeurs sportifs : Christian Guiberteau, Jean-Luc Jonrond |                         |             |

| Bora-Argon 18 BOA     | Bora-Argon 18 BOA         | Bora-Argon 18 BOA |
| --------------------- | ------------------------- | ----------------- |
| Num                   | Coureur                   | Pos               |
| 191                   | José Mendes (POR)         | 54e               |
| 192                   | Cesare Benedetti (ITA)    | 93e               |
| 193                   | Silvio Herklotz (ALL)     | NP-11             |
| 194                   | Bartosz Huzarski (POL)    | AB-10             |
| 195                   | Gregor Mühlberger (AUT)   | 114e              |
| 196                   | Christoph Pfingsten (ALL) | 75e               |
| 197                   | Michael Schwarzmann (ALL) | 157e              |
| 198                   | Rüdiger Selig (ALL)       | 156e              |
| 199                   | Scott Thwaites (GBR)      | 116e              |
| Directeurs sportifs : |                           |                   |

| Caja Rural-Seguros RGA CJR                                 | Caja Rural-Seguros RGA CJR | Caja Rural-Seguros RGA CJR |
| ---------------------------------------------------------- | -------------------------- | -------------------------- |
| Num                                                        | Coureur                    | Pos                        |
| 201                                                        | David Arroyo (ESP)         | 122e                       |
| 202                                                        | Peio Bilbao (ESP)          | 78e                        |
| 203                                                        | Hugh Carthy (GBR)          | 125e                       |
| 204                                                        | José Gonçalves (POR)       | AB-11                      |
| 205                                                        | Ángel Madrazo (ESP)        | AB-14                      |
| 206                                                        | Lluís Mas (ESP)            | NP-5                       |
| 207                                                        | Sergio Pardilla (ESP)      | 18e                        |
| 208                                                        | Eduard Prades (ESP)        | 127e                       |
| 209                                                        | Jaime Rosón (ESP)          | 73e                        |
| Directeurs sportifs : Eugenio Goikoetxea, Enrico Poitschke |                            |                            |

| Direct Énergie DEN                                       | Direct Énergie DEN       | Direct Énergie DEN |
| -------------------------------------------------------- | ------------------------ | ------------------ |
| Num                                                      | Coureur                  | Pos                |
| 211                                                      | Romain Sicard (FRA)      | 55e                |
| 212                                                      | Ryan Anderson (CAN)      | 136e               |
| 213                                                      | Lilian Calmejane (FRA)   | 70e                |
| 214                                                      | Romain Cardis (FRA)      | 148e               |
| 215                                                      | Tony Hurel (FRA)         | AB-9               |
| 216                                                      | Fabrice Jeandesboz (FRA) | AB-12              |
| 217                                                      | Julien Morice (FRA)      | 150e               |
| 218                                                      | Bryan Nauleau (FRA)      | 146e               |
| 219                                                      | Perrig Quéméneur (FRA)   | 74e                |
| Directeurs sportifs : Dominique Arnould, Lylian Lebreton |                          |                    |